# Жованкан
Жованкан (итал. Jovencan) је насеље у Италији у округу Долина Аосте, региону Долина Аосте.
Према процени из 2011. у насељу је живело 614 становника. Насеље се налази на надморској висини од 606 м.

## Становништво
| 1951. | 1961. | 1971. | 1981. | 1991. | 2001. | 2011. |
| ----- | ----- | ----- | ----- | ----- | ----- | ----- |
| 433   | 384   | 412   | 440   | 496   | 595   | 758   |